# José Faura Martín
José Faura Martín   (Ceuta, 1931 - 14 de setembre de 2017) fou un militar espanyol, Cap d'Estat Major de l'Exèrcit de Terra de 1994 a 1998.
Fill, net i germà de militars, va ingressar en l'Acadèmia General Militar al juliol de 1949. Va ascendir el 1953 a tinent, el 1961 a capità, el 1973 a comandant, el 1979 a tinent coronel, el 1984 a coronel, el 1987 a general de brigada i el 1989 a general de divisió. De 1963 a 1969 fou capità dels Regulars a Ceuta i va formar part de l'Estat Major del Nord d'Àfrica i de la prefectura de tropes de Las Palmas de Gran Canària. Entre 1971 i 1978 va estar destinat al Servei Central de Documentació (SECED) sota les ordres d'Andrés Cassinello Pérez. En 1976 va participar amb ell en dues reunions amb Felipe González i Alfonso Guerra per encàrrec d'Adolfo Suárez.
En ascendir a general de brigada de 1987 a 1989 fou responsable de la Divisió d'Intel·ligència de l'Estat Major de l'Exèrcit. En 1988 fou vocal del Tribunal Militar Central i en 1989 fou nomenat governador militar de la província de Madrid. Deixà el càrrec en 1990, quan fou nomenat segon cap de l'Estat Major de l'Exèrcit de Terra. En 1993 fou promogut a tinent general i nomenat capità general de la Regió Militar Centre.
El 14 de febrer de 1994 fou nomenat Cap d'Estat Major de l'Exèrcit de Terra, càrrec que va ocupar fins 1998. Durant el seu comandament es va desenvolupar el Pla Norte, substitut del Pla META, pel que es van reordenar territorialment les Forces Armades d'Espanya, alhora que augmentaven les intervencions militars espanyoles a l'exterior i la incorporació de la dona a les forces armades. En 1998 va passar a la reserva.